# Lavoro autonomo
Il lavoro autonomo è una forma di lavoro indipendente, non soggetto ad alcun datore di lavoro. A seconda dell'attività e della legislazione applicabile, può essere un imprenditore individuale oppure un libero professionista, come pure un artista. I suoi contraenti sono clienti o committenti.

## Caratteristiche
Le caratteristiche dei lavoratori autonomi dipendono dalle norme e leggi vigenti in ciascuna nazione e, a volte, anche regione e/o Stato. Un'altra differenziazione deriva dal tipo di attività che il lavoratore svolge. Si dice anche che sono caratterizzati dall'avere il "rischio d'impresa" ovvero che, non godendo delle classiche forme di protezione (pubblica e/o privata) dei lavoratori dipendenti, il loro profitto dipende fortemente dal mercato, con scarsa o nulla possibilità di prevedere un reddito certo o altre garanzie contrattuali. Per definizione, il collega di un lavoratore autonomo (ovvero un lavoratore che esercita la medesima professione) è pure un concorrente.
I lavoratori autonomi possono a loro volta avere dei collaboratori, anche lavoratori dipendenti, altra situazione che li distingue dai lavoratori subordinati. Nel lavoro autonomo il concetto di stipendio non esiste: a seconda dei termini convenuti, si è pagati - in maniera variabile - o a risultato, quantità di lavoro, prestazione o ad altri parametri contrattuali.
I lavoratori autonomi godono di diritti peculiari e hanno doveri specifici, diversi da quelli dei lavoratori dipendenti; tipicamente, devono provvedere autonomamente alle classiche forme di tutela previdenziale, assicurativa, legale, ecc. Non hanno cedolino paga, ma emettono fattura (o altri documenti equipollenti), non sono vincolati obbligatoriamente né a un determinato calendario lavorativo o a orari e/o procedure né, tanto meno, a imposizioni gerarchiche. A parte ambiti regolamentati (es. gare, tariffe imposte, contrattazione di categoria, ecc.), il lavoratore autonomo può proporre la sua attività (opera/lavorazione/servizio) all'importo che giudica preferibile e la trattativa contrattuale con il contraente è di libero mercato (ivi comprese le condizioni di pagamento e altri requisiti).

## Nel mondo
Le diverse legislazioni negli Stati del mondo hanno regole sull'imposizione fiscale del lavoro autonomo molto diverse. In massima parte, avendo nulla o scarsa ritenuta alla fonte, i lavoratori autonomi devono periodicamente versare all'erario o a casse previdenziali/assicurative parte dei loro ricavi. Spesso, devono ricorrere anche a polizze assicurative (pensione, infortuni, malattia, responsabilità civile e/o penale, ecc.): chiaramente, a differenza dei lavoratori dipendenti (soprattutto europei, molto meno nel resto del mondo), quando non lavorano (salute, famiglia, vacanza, assenza affari) non hanno ricavi. A differenza dei dipendenti, devono ovviamente sostenere i costi associati allo svolgimento della loro professione. Questo li obbliga a dotarsi di un pur minima forma di contabilità.

### Italia
Il lavoro autonomo è la forma di lavoro svolta da un tipo di lavoratore previsto dal diritto del lavoro italiano, definito dall'art. 2222 del Codice civile italiano come colui che si obblighi a compiere, a prezzo di un corrispettivo, un'opera o un servizio con lavoro prevalentemente proprio e senza vincolo di subordinazione nei confronti di un committente. La validità di un contratto di questo tipo può durare fino al completamento dell'opera/servizio senza vincolo temporale, oppure può essere a tempo determinato quando è previsto che l'opera o il servizio venga effettuato fino alla scadenza temporale indicata nel contratto stesso.
Esso identifica, dunque, l'attività di lavoro dei liberi professionisti e dei lavoratori autonomi manuali, con esclusione delle figure imprenditoriali, e necessita dell'apertura di partita IVA. Il fisco italiano usa l'espressione generica "esercizio di arti e professioni", pertanto gli artisti sono, per l'Agenzia delle entrate, lavoratori autonomi.
Nel lavoro autonomo si distinguono due ampie categorie corrispondenti alle prestazioni di tipo manuale e di quelle di tipo intellettuale. In quest'ultima categoria rientrano le libere professioni intellettuali del sistema ordinistico o del sistema associativo. In senso a-tecnico nei lavoratori autonomi di tipo manuale vanno ricompresi i commercianti, gli artigiani, gli agricoltori-allevatori e, in generale, quelli che la legge considera piccoli imprenditori.
Nel lavoro autonomo rientrano alcune forme di collaborazione parasubordinata, che si distinguono per la prestazione dell'attività lavorativa in forma non subordinata, ma neanche totalmente autonoma. L'esistenza di "parasubordinati" dà a volte luogo a sovrapposizioni. Un clamoroso esempio è il problema della gestione separata dell'INPS , che mette insieme i parasubordinati e i professionisti senza cassa di categoria con prestazioni diverse (per esempio, i professionisti non possono avere l'indennità di malattia) e con carichi diversi di contributi. Nel caso dei parasubordinati i contributi dell'INPS sono ripartiti come 1/3 a carico dei lavoratori e 2/3 a carico del datore di lavoro, mentre nel caso dei professionisti, i contributi sono totalmente a carico dei lavoratori. La natura quasi subordinata dei parasubordinati ha spinto l'aliquota della gestione separata dell'INPS fino a 27,72% dal 01/01/2012 senza dare prestazioni corrispondenti ai professionisti iscritte nella stessa gestione separata dell'INPS, che subiscono un'aliquota ben superiore rispetto agli altri professionisti e ai commercianti.
A differenza del lavoratore subordinato, il lavoratore autonomo assume un'"obbligazione di risultato" e non di mezzi: egli cioè garantisce al committente del lavoro il raggiungimento di determinati risultati entro una certa scadenza temporale. Conseguenza di tale diversa natura è che il lavoratore autonomo svolge la propria attività con mezzi prevalentemente propri e non del committente, e con piena discrezionalità circa il tempo, il luogo e le modalità della prestazione. Non ha dunque vincoli di subordinazione nei confronti del committente, il quale non ha i poteri direttivi, di controllo e disciplinare tipici del datore di lavoro subordinato. In ogni caso il prestatore di lavoro autonomo può essere obbligato al rispetto dei limiti e delle condizioni contenute nel contratto di servizio stipulato col committente. Il concetto di mancanza di subordinazione si comprende meglio se si pensa a quelle categorie di lavoratori autonomi che, per definizione, non hanno committenti, ma, più propriamente, clienti, come i commercianti.
Dal punto di vista fiscale c'è molta differenza tra lavoratore autonomo (ha ritenuta d'acconto e non deve iscriversi alla Camera di commercio) e imprenditore individuale (non ha ritenuta di acconto e deve iscriversi alla Camera di commercio), anche se l'imprenditore individuale è, a volte, assimilato nel senso comune al lavoratore autonomo.
Nell'ambito della pubblica amministrazione italiana tali contratti rientrano tra i cosiddetti contratti flessibili previsti dall'art. 36 del d.lgs 30 marzo 2001, n. 165 per i quali è consentita la sottoscrizione nel rispetto delle condizioni previste dall'art. 7 comma 6 del medesimo testo unico del pubblico impiego che prevede che "per specifiche esigenze, cui non possono far fronte con personale in servizio, le amministrazioni pubbliche possono conferire esclusivamente incarichi individuali, con contratti di lavoro autonomo ad esperti di particolare e comprovata specializzazione". Secondo le innovazioni ex d.lgs 25 maggio 2017, n. 75 al fine di superare fenomeni di precariato, ha previsto la possibilità della stabilizzazione diretta per i soggetti che risultino aver sottoscritto tale tipo di contratto, o altri contratti flessibili a tempo determinato (circolare Ministero Funzione Pubblica n. 1 del 2018), successivamente al 28 agosto 2015, con una anzianità di servizio di almeno tre anni negli ultimi otto e che siano stati reclutati con procedure concorsuali; in caso di mancato possesso del requisito del reclutamento a seguito di procedure concorsuali, la medesima legge ha comunque previsto la possibilità di partecipare a concorsi riservati nella misura del 50% dei posti disponibili nella pianta organica dell'amministrazione.

## Riferimenti normativi
- Artt. 2222-2238 del Codice civile italiano